# Liste des cathédrales de l'Espírito Santo
Cet article recense les cathédrales de l'Espírito Santo au Brésil.

## Généralités
Du point de vue de l'Église catholique, l'État de l'Espírito Santo est administré par un archidiocèse et trois diocèses : on y compte quatre cathédrales.

## Liste
| Édifice             | Ville                   | Juridiction                  | Coordonnées                        | Illus. |
| ------------------- | ----------------------- | ---------------------------- | ---------------------------------- | ------ |
| Saint-Pierre (id)   | Cachoeiro de Itapemirim | Cachoeiro de Itapemirim (pt) | 20° 50′ 58″ sud, 41° 06′ 46″ ouest |        |
| Sacré-Cœur (id)     | Colatina                | Colatina (pt)                | 19° 32′ 16″ sud, 40° 37′ 49″ ouest |        |
| Saint-Matthieu (pt) | São Mateus              | São Mateus (pt)              | 18° 42′ 56″ sud, 39° 51′ 43″ ouest |        |
| Notre-Dame (pt)     | Vitória                 | Vitória                      | 20° 19′ 12″ sud, 40° 20′ 14″ ouest |        |